# جورج منصور (فلسطين)
جورج منصور (ولد في الناصرة عام 1905، وتوفي في بيروت عام 1963)، هو من رواد الحركة النقابية في فلسطين، تولى سكرتارية "جمعية العمال العرب في يافا" وكان من بين الفلسطينيين الذين مثلوا أمام لجنة بيل الملكية لتقصي الحقائق عن فلسطين ممثلا عن الحركة العمالية. عمل لاحقا في الهيئة العربية العليا وألف كتابا عن الحركة العمالية فلسطين.

## نشأته وتعليمه
ولد في الناصرة عام 1905 وتلقى عليمه الابتدائي فيها، ثم التحق بمدرسة صهيون في القدس، ثم أجبر على قطع دراسته بسبب إغلاق المدارس مع اندلاع الحرب العالمية الأولى. عمل في التعليم في الناصرة، ثم انتقل مع أسرته إلى يافا، حيث عمل في التجارة ثم عمل خبازا وحذاءا، وهناك بدأ إهتمامه بالتنظيمات العمالية التي انضم إليها في أواخر العشرينيات.(ص.111)

## نشاطه النقابي والوطني
ناضل ضد احتكار وتهويد العمل التي كانت تقوم بها المنظمات الصهيونية وتولى منصب سكرتير "جمعية العمال العرب في يافا" في العام 1935 التي أسسها ميشيل متري، ونظمت عمال الميناء والتجارة والبناء في يافا والقدس وحيفا وتصدت للهستدروت ونظمت حاميات عربية لمواجهة الحاميات اليهودية التي عملت من أجل ضمان وحماية الاحتكار اليهودي لسوق العمل (العمل العبري) ودخلت في مواجهات عنيفة معها في بعض الأحيان، أهمها المواجهة التي وقعت لمنع العمال اليهود الذين أوفدتهم شركة سوليل بونيه لبناء ثلاث مدارس عربية في يافا منها المدرسة العامرية في حي النزهة ومدرسة الزهراء في حي العجمي،وقد ضفت هذه الجمعية واندثرت بعد اغتيال رئيسها ميشيل متري في كانون أول 1936.

## في ثورة 1936-1939
ساند جورج منصور وجمعية العمال الحركة الوطنية خلال ثورة 1936 بالإضرابات والتظاهرات والبيانات والمقاومة. إثر ذلك إعتقلته سلطات الانتداب البريطاني في معتقل عوجة الحفير في بداية ثورة 1936 وأفرجت عنه مع انتهاء الإضراب الكبير في خريف ذات العام. في كانون الثاني 1937 كان واحدا من القياديين الفلسطينيين الذين مثلوا أمام اللجنة الملكية البريطانية إلى فلسطين (لجنة بيل)، حيث أدلى بشهادة قيمة عن أوضاع العمال العرب في فلسطين، وحمل حكومة الانتداب البريطاني مسؤولية تدهور أوضاعهم.
ألف كتاباً باللغة الإنكليزية حول العمال العرب زمن الانتداب الإنكليزي على فلسطين اسماه «العمال زمن الانتداب في فلسطين» عام 1936.
في العام 1937 عينه الحاج محمد أمين الحسيني لإدارة المكتب العربي الفلسطيني في لندن لما كان له من صلات بأفراد من حزب العمال البريطاني. مع اعتاب الحرب العالمية الثانية تنقل بين فلسطين والعراق. ثم توجه إلى مصر. حيث إنكب على كتابة المقالات حول القضية الفلسطينية في الصحف المصرية.

### بعد النكبة
عاش في مصر، وانتقل إلى بيروت عام 1959 مع انتقال الهيئة العربية العليا لفلسطين إليها، وتوفي هناك سنة 1963.